# 참소리쟁이

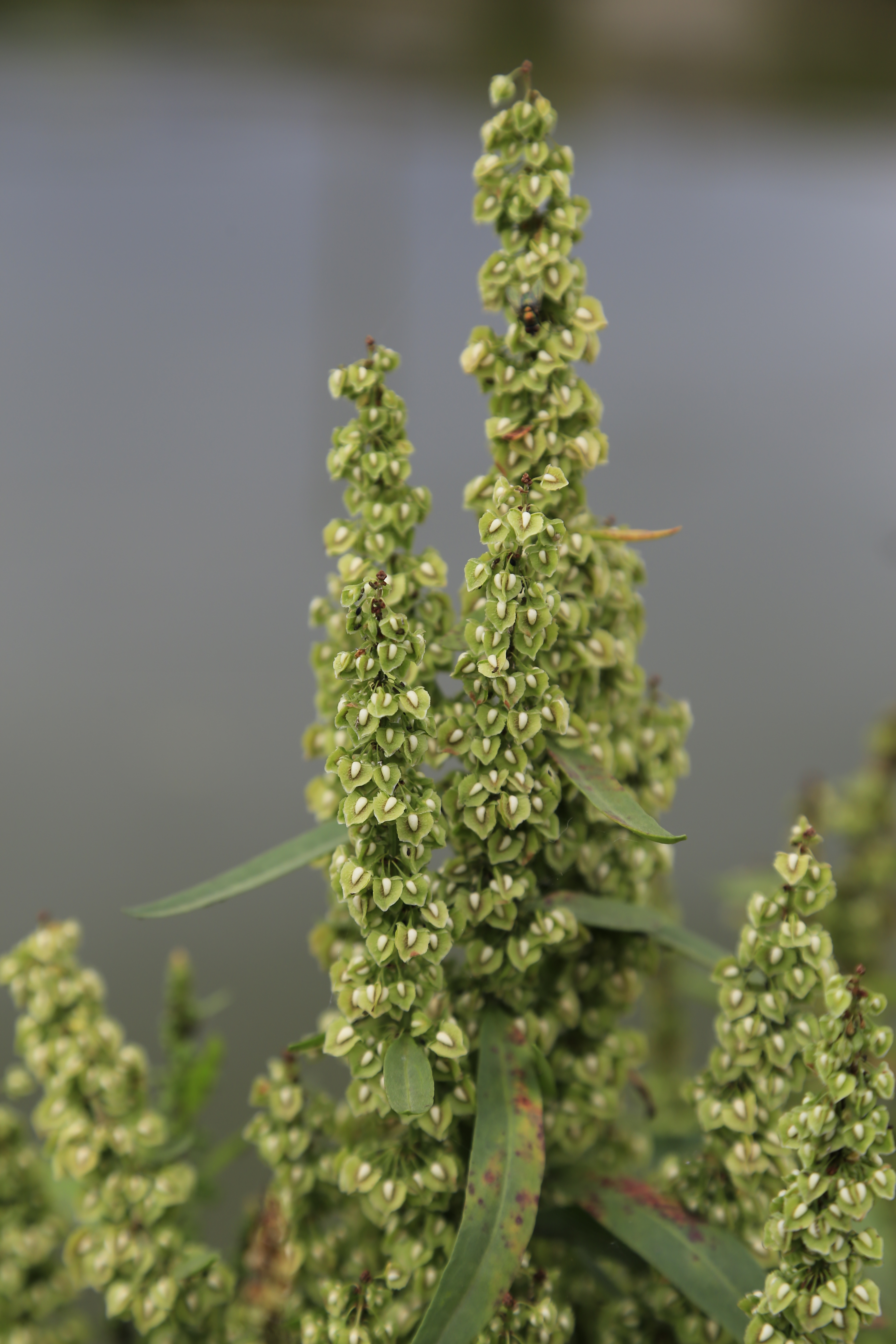

참소리쟁이는 여러해살이풀로서 수영과 매우 비슷하지만, 꽃이 암수로 구별되지 않으며 각 꽃은 1개의 암술과 6개의 수술을 가지는 점이 수영과 다르다. 그러나, 수영과 마찬가지로 안쪽 꽃덮이조각은 꽃이 진 후 날개 모양으로 커져 열매를 싸는데, 그 뒷면에는 타원형의 혹이 붙어 있다. 이러한 안쪽 꽃덮이조각의 모양이나, 혹이 있고 없는 차이, 또 혹의 모양은 참소리쟁이를 별개의 종으로 구분하는 근거가 되고 있다.  잎은 어긋나게 달리며 타원형의 피침 모양을 하고 있으며, 뿌리잎은 뭉쳐나고 잎자루가 길며 원형 또는 타원형을 하고 있다. 주로 들의 습지나 물가에서 자라며, 전남북·경북·평북 및 함북 등지에 분포하고 있다.